# Stenopola viridis
Stenopola viridis är en insektsart som beskrevs av Roberts 1980. Stenopola viridis ingår i släktet Stenopola och familjen gräshoppor. Inga underarter finns listade i Catalogue of Life.